# Akita (chien)
Pour les articles homonymes, voir Akita (homonymie) et Inu.
L'akita, également appelé akita inu et akita ken (秋田犬, littéralement « chien d’Akita »), est une race de chien originaire du Japon.
Il ne doit pas être confondu avec son cousin le shiba Inu, qui lui ressemble en apparence mais dont la taille et le poids diffèrent grandement.

## Historique
La race tire son nom de la préfecture d'Akita au nord de l'archipel japonais, étant originaire de la ville d'Ōdate dans cette préfecture. Il était à l'origine élevé pour chasser l'ours, le cerf élaphe et le sanglier mais également pour la garde. Descendante de l'akita matagi ou matagi inu (マタギ犬) et utilisée comme chien de combat au Japon dès 1603, la race est croisée avec le tosa et le mastiff pour en accroître sa taille. En 1908, le gouverneur de la préfecture d'Akita interdit les combats de chiens dans un effort pour préserver la pureté de la race et fonda en 1927 la « Société de préservation de l'Akita ». En 1931, le ministère japonais de l'Éducation proclame l'Akita monument naturel ; dès lors, tous les efforts ont été fournis pour préserver la race et retrouver le standard d’origine.
La Seconde Guerre mondiale pousse les akitas au bord de l'extinction car il était courant d’employer des peaux de chiens pour confectionner des vêtements. La police captura tous les chiens sauf les bergers allemands, réservés pour des tâches militaires. Certains propriétaires essayèrent de contourner la loi en croisant leurs akitas américains avec ces derniers ainsi qu’en les cachant dans les montagnes, où la robustesse ainsi que leur instinct de chasse les a aidés à survivre[réf. nécessaire].
À la fin de la Seconde Guerre mondiale, la race est très affaiblie et les chiens se présentent sous trois types morphologiques différents: akitas, akitas chiens de combat et akitas bergers allemands.
C'est l'écrivaine américaine Helen Keller qui aurait rapporté, dans les années 1930, le premier akita en Amérique du Nord  après qu'on lui ait donné un chien durant une visite au Japon.
Des akitas dont la morphologie était révélatrice de l'apport de sang de bergers allemands et de mastiffs sont importés aux États-Unis par les militaires. Le Club américain de l’akita est fondé en 1956 et le Kennel Club américain (AKC) accepte la race en octobre 1972. L'absence d'échanges entre l'AKC et le Kennel Club japonais (JKC) conduit à une différenciation des lignées américaines et japonaises, puis à la scission en deux races différentes : l'akita américain et l'akita.
Les éleveurs japonais se concentrèrent sur la préservation du type originel de l'akita (Akita Matagi).
Hachikō est l'akita le plus connu. Sa statue trône désormais devant la gare de Shibuya à Tōkyō. Ce chien fidèle accompagnait son maître, professeur d'université (M. Ueno), et l'attendait tous les jours devant la gare : il continua pendant neuf ans après la mort du vieux professeur, jusqu'à sa propre mort (il était nourri par les habitants). On dit qu'Hachikō est mort devant la gare mais il sera retrouvé sous un pont. Il existe d'ailleurs un film Hachiko (film japonais de 1987) qui est librement inspiré de cette histoire. Un remake américain a été tourné en 2009 sous le nom de Hatchi.
Aujourd'hui, au Japon, l'akita est surtout utilisé comme chien de compagnie, de garde et chien policier.

## Caractéristiques physiques

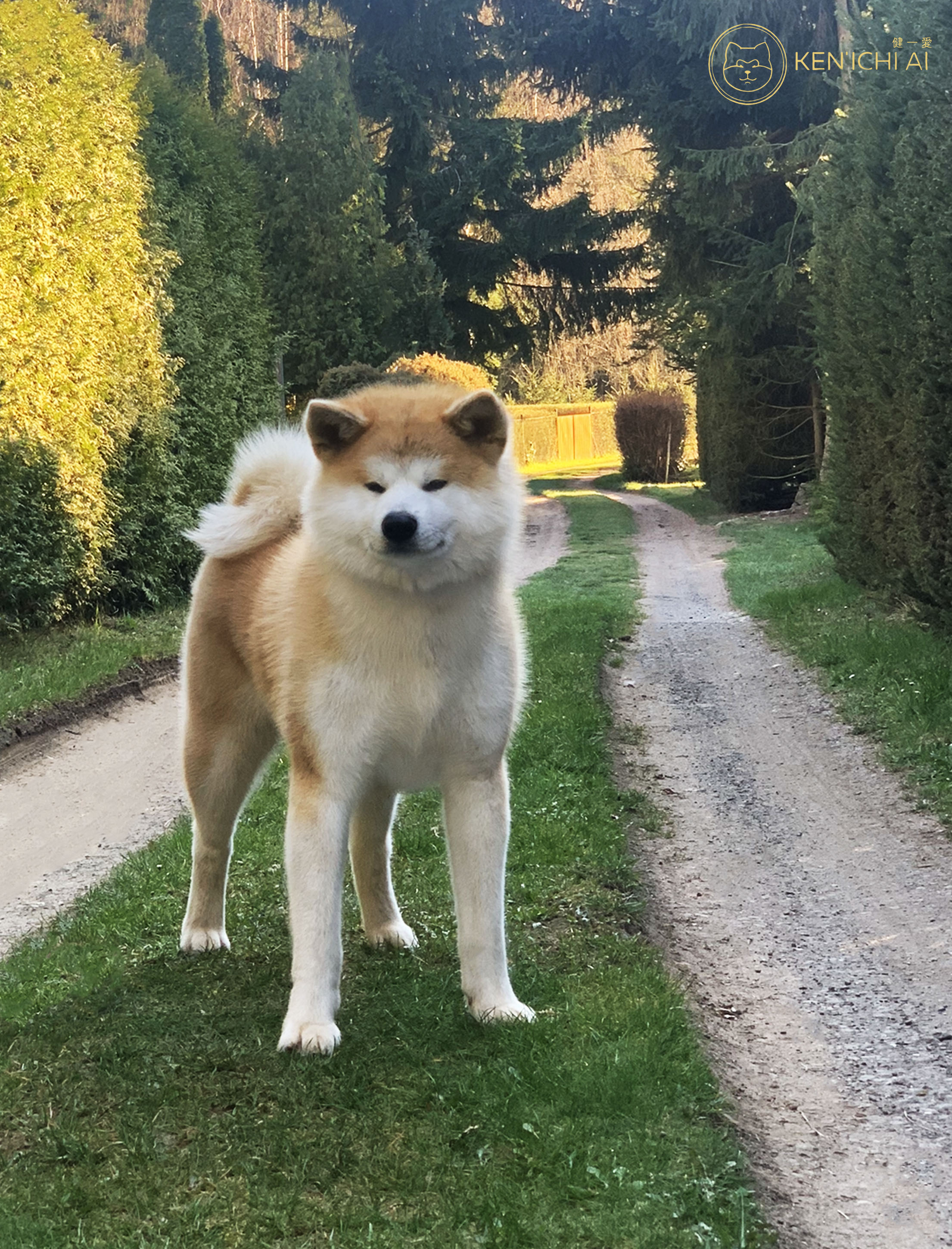
Akita inu femelle.

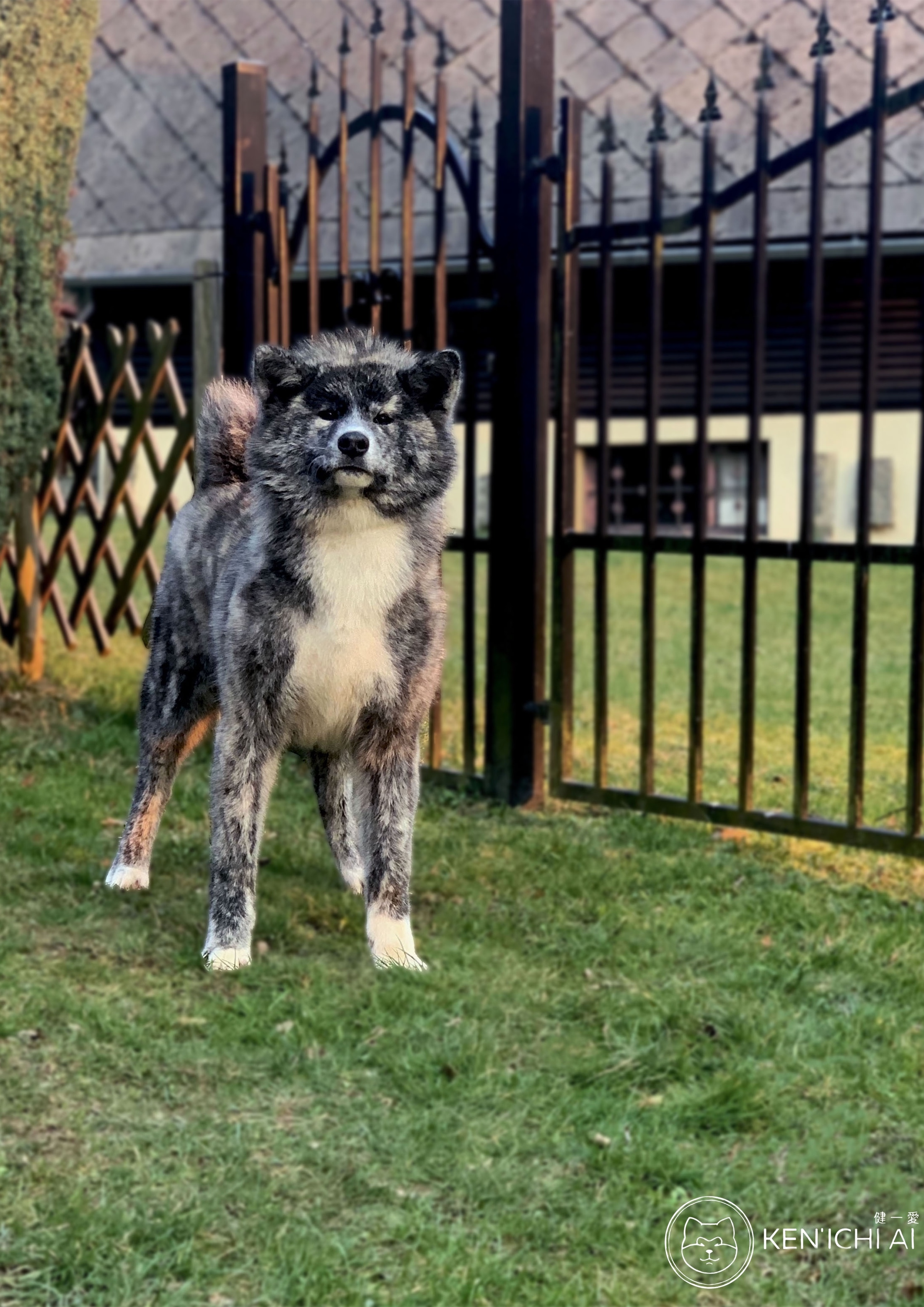
Akita inu bringé.

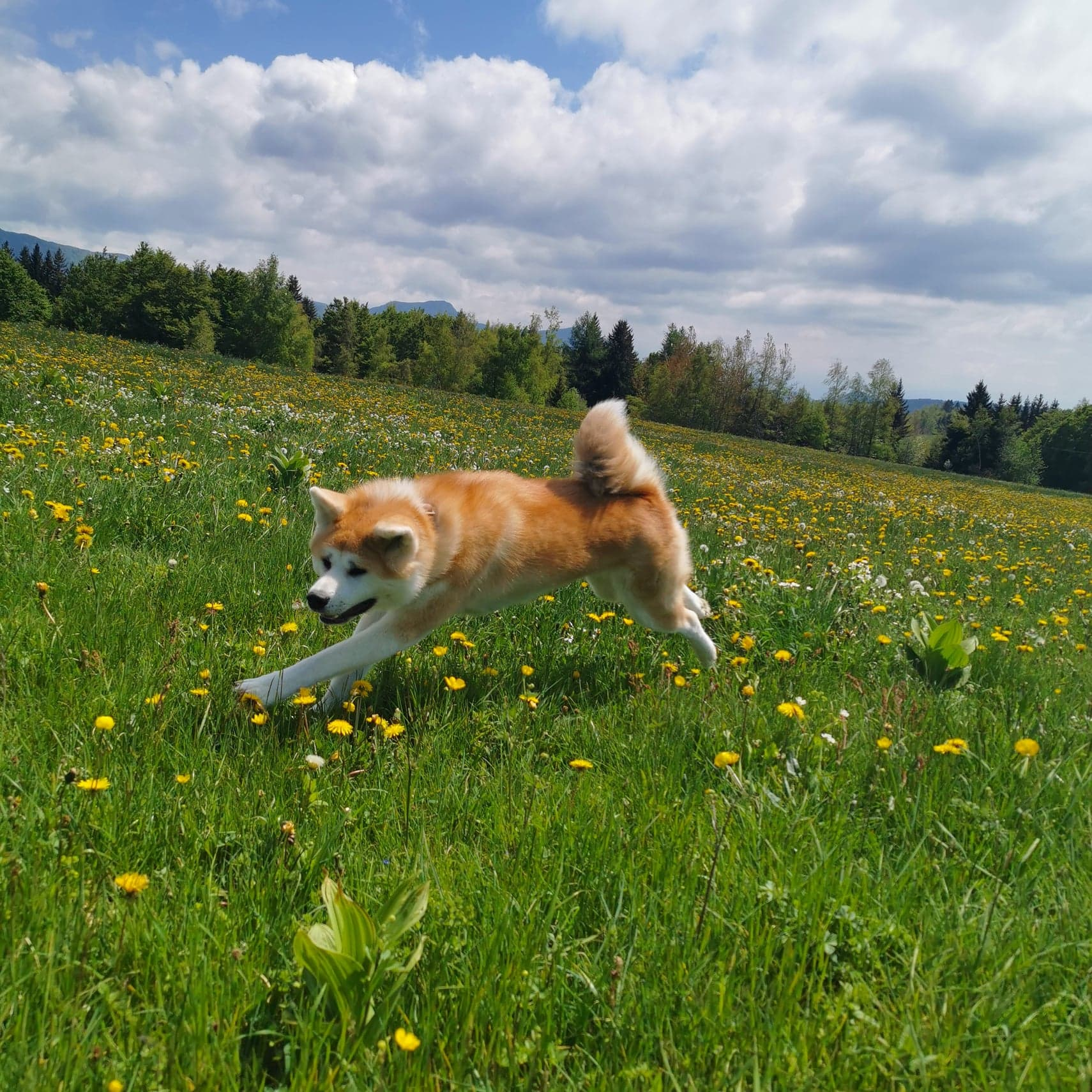
Akita inu fauve.

L'akita est un chien de taille moyenne, de constitution robuste et bien proportionné. Les caractères sexuels secondaires sont nettement marqués. Un chien adulte peut atteindre 58 à 71 cm au garrot. Son poids se situe généralement entre 27 et 32 kg pour la femelle et entre 32 et 50 kg pour le mâle.
La robe peut être rouge fauve, sésame (poils rouge fauve à pointes noires) [cette couleur n'est plus présente de nos jours ou très peu], blanche ou bringée. Elle présente un marquage spécifique nommé Urajiro (blanc présent sur les pattes, la tête, le ventre). Le poil long n'est pas accepté par le standard de la race de la FCI. Le poil est court avec un sous-poil épais, des mues impressionnantes se font donc au printemps et en automne généralement.

## Comportement

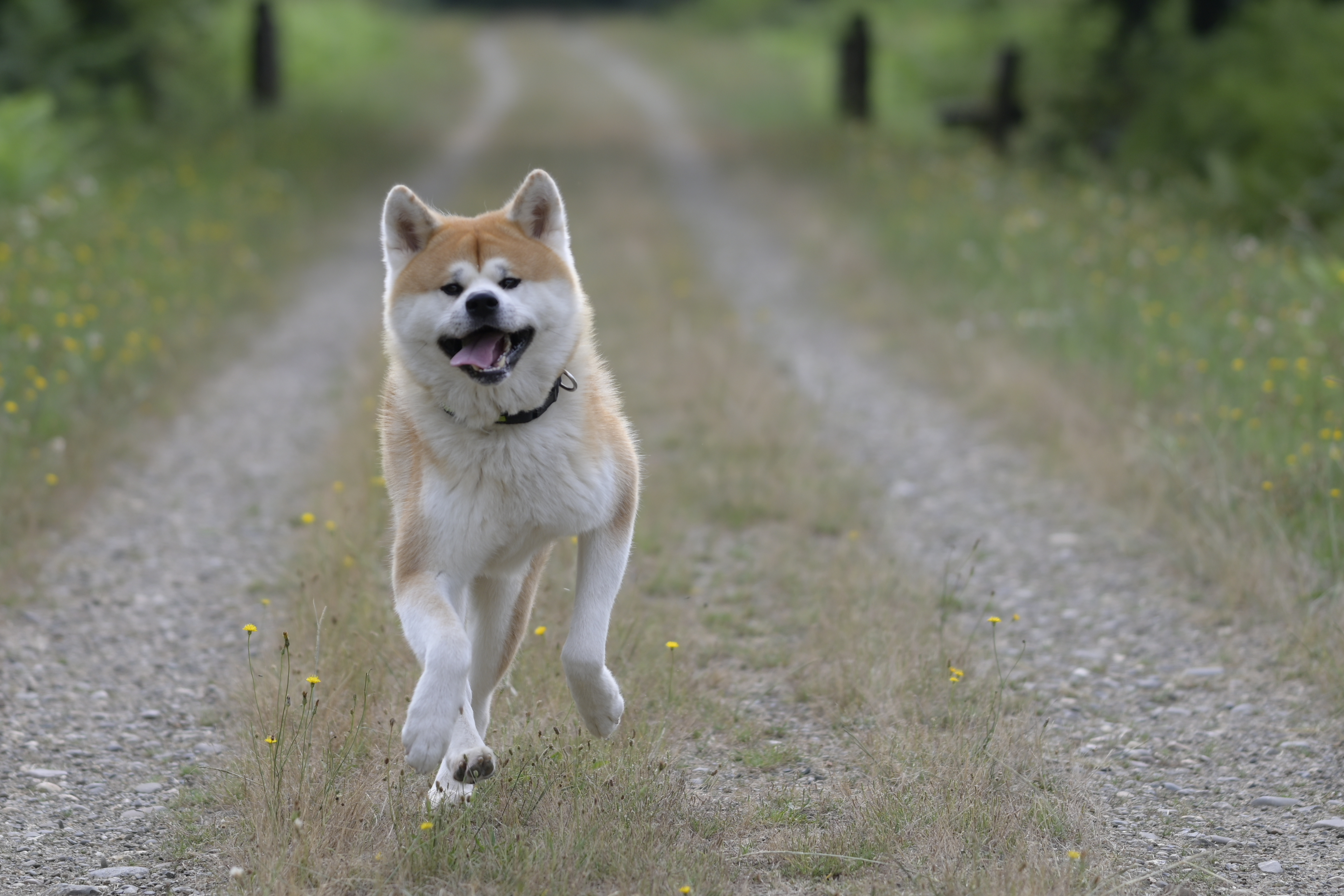
Même si le caractère indépendant de l'akita peut rendre son rappel compliqué, un « dressage positif » bien conduit permet d'obtenir de bons résultats dans ce domaine.

L'akita est généralement considéré comme territorial quant à sa propriété et peut se montrer très réservé avec les étrangers.
La race est considérée dans certains pays comme étant une race de chiens dangereuse,,,.
Une étude japonaise a révélé que le polymorphisme de répétition CAG dans le gène AR chez l'Akita Inu était corrélé à une augmentation des signalements d'agression chez les chiens Akita mâles, mais pas chez les femelles[réf. nécessaire].
L'akita est un chien de grande taille et solide.Un akita bien dressé doit être capable d'accepter les étrangers s'ils ne sont pas menaçants. De façon générale, l'akita est un chien méfiant avec les étrangers, et qui peut être agressif envers les autres chiens mâles, notamment s'ils arrivent sous son toit ; il est donc essentiel de le socialiser le plus tôt possible.
L'akita est d'autre part un chien qui réagit mal à la contrainte, au point qu'un dressage par « renforcement négatif » fondé sur la punition mènera fatalement à un échec. L'akita est un chien calme qui aime la tranquillité, mais à fort caractère, il faut donc procéder de même dans son éducation. Plus tôt on commence meilleurs seront les résultats sachant qu'il n'effectuera une tache que s'il le souhaite par ex : le retour -> il ne revient que quand il l'a décidé lui! La patience est le mot clé dans l'éducation de l'akita. 

## Élevage
Il est important de bien choisir l'élevage dans lequel on acquiert son Akita. Parler avec l'éleveur et se renseigner sur la qualité et le lieu de vie des animaux est primordial pour éviter tout problème par la suite.Il doit connaitre la race parfaitement et proposer des rencontres avec les animaux ainsi que de visiter son élevage. Les lignées ainsi que les maladies doivent être signifiées. Le nombre de portée par femelle également.  Ils doivent être inscrit au LOF ( livre des origines français ou équivalent pour le Akita Inu), se renseigner auprès des associations de race sur les élevages, l'éleveur doit fournir divers documents comme:  le carnet de vaccination, le passeport, un certificat de bonne santé ainsi qu'être vermifugé. 

### Soins
L'akita a besoin d'un brossage régulier, hebdomadaire voire quotidien à cause de son double poil. Les grandes mues (l'ancien sous-poil tombe pour laisser place au nouveau) arrivent environ deux fois par an, vers l'automne et le printemps. Le pulseur[pas clair]( appareil qui envoi de l'air à haute pression sous le poil) est d'une grande aide afin de retirer un maximum de poils (attention à l'habituer au bruit et à la sensation de ce dernier).

### Santé
Des maladies auto-immunes héréditaires ne sont pas rares, on trouve de plus en plus de chiens atteints de l'adénite sébacée ou/et du VKH. Les méthodes d'éducation mais surtout l'environnement familial jouent également sur la santé des chiens. Les akitas sont dotés d'une grande sensibilité, avec leur attitude calme et zen, ils peuvent cacher de grands stress qui peuvent être entre autres un des éléments déclencheurs de ces maladies. Ils sont plus généralement sensibles au niveau de la peau (allergies alimentaires et/ou environnementales en général). L'épilepsie devient de plus en plus fréquente dans la race ainsi que les ostéosarcomes et autres cancers. L'akita est, comme beaucoup de races, touché par la dysplasie des hanches et des coudes.